# Procópio (governador da Armênia)
Procópio (em latim: Procopius) foi um oficial bizantino do século VII, ativo durante o reinado do imperador Constante II (r. 641–668).

## Vida

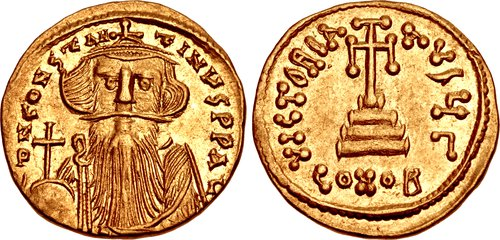
Soldo de r.

Procópio foi general e governador de partes da Armênia. Provavelmente cerca de 642/43, como relatou a crônica do Pseudo-Dionísio, um exército bizantino sob Procópio e Teodoro Restúnio invadiu o norte da Síria, saqueou Batnom da Serugue (não longe de Edessa) e retornou com muitos prisioneiros ao Império Bizantino. Provavelmente um pouco mais tarde, na Armênia, Procópio sofreu severa derrota na mão dos árabes, na qual, segundo relatos, 60 000 homens morreram. Assume-se que a derrota ocorreu antes ou depois de 653.